# Cuncy-lès-Varzy
Cuncy-lès-Varzy är en kommun i departementet Nièvre i regionen Bourgogne-Franche-Comté i de centrala delarna av Frankrike. Kommunen ligger i kantonen Varzy som tillhör arrondissementet Clamecy. År 2022 hade Cuncy-lès-Varzy 122 invånare.

## Befolkningsutveckling
Antalet invånare i kommunen Cuncy-lès-Varzy
| Referens: INSEE |